# Солкан
Солкан (словен. Solkan, итал. Salcano) је насељено место у општини Нова Горица, Горишка регија, Словенија.

## Историја
До територијалне реорганизације у Словенији био је у саставу старе општине Нова Горица.

## Становништво
У попису становништва из 2011. године, Солкан је имао 3.324 становника.
| Број становника према пописима | Број становника према пописима | Број становника према пописима |
| ------------------------------ | ------------------------------ | ------------------------------ |
| 1991                           | 2002                           | 2011                           |
| 3.324                          | 3.272                          | 3.324                          |

Напомена: Године 1988. настала издвајањем дела из насеља Нова Горица. Године 2006. смањен за део насеља који је проглашен за самостално насеље Света Гора. Године 2012. извршена је мања размена територија између насеља Нова Горица и Солкан.

## Галерија
- Хидроелектрана "Солкан" на реци Сочи
- Солкански мост на реци Сочи
- поглед на Солкан са Солканског моста, у позадини Нова Горица
- железничка станица